# Магнит (альбом)
«Магнит» — второй студийный альбом российской певицы Юлии Савичевой, выпущенный 20 июня 2006 года на лейбле «Монолит Рекордс». На диске представлено 10 композиций и три бонус-трека — ремиксы на имеющиеся песни. Издание содержит буклет с фотографиями и дополнительной информацией. На три песни этого альбома были сняты видеоклипы: «Если в сердце живёт любовь», «Привет» и «Мало».

## История выхода альбома
Работа над альбомом проходила с 2005 по 2006 года. Большая часть альбома была записана весной 2006 года в перерывах между гастролями певицы. Первоначально, релиз пластинки был запланирован на май 2006 года. Официальный релиз диска состоялся 20 июня 2006 года. В этот же день в развлекательном комплексе «Метелица» состоялась его презентация. За неделю до выхода альбома было объявлено его название. В конце июля Савичева отправилась в Израиль, где выступила в роли телеведущей музыкального конкурса MuzOn. Также в Израиле певица планировала провести презентацию альбома, но из-за военных действий в стране она была отменена. Позже, Юлия сообщила, что 22 и 23 октября в Израиле пройдут сольные концерты с участниками шоу-балета Sky Dance. В поддержку альбома певица планировала посетить более 120 городов России и СНГ. Однако, в октябре у Юлии возникли проблемы с голосовыми связками, и несколько концертов, в том числе большой сольный концерт в Харькове, были отменены. «Магнит» был номинирован на премию «Рекордъ-2007» в категории «Альбом артистки», но уступил альбому МакSим «Трудный возраст».
В начале сентября 2005 года в качестве первого сингла с альбома была выпущена композиция «Если в сердце живёт любовь», написанная Анастасией Максимовой. Песня стала саундтреком к сериалу «Не родись красивой» производства «СТС». Видеоклип на эту песню был снят в четырёх версиях, его режиссёром выступил Владислав Опельянц. В конце 2005 года в эфире российских радиостанций состоялась премьера песни «Как твои дела?». Автором композиции выступила также Анастасия Максимова. Третьим синглом с альбома стала песня «Привет», выпущенная в апреле 2006 года. В начале мая того же года в Москве прошли съёмки одноимённого клипа, режиссёром которого выступил Максим Рожков. Четвёртым и заключительным синглом с пластинки стала песня «Мало», выпущенная в октябре 2006 года.

## Реакция критиков
| Оценки критиков  | Оценки критиков |
| Источник         | Оценка          |
| ---------------- | --------------- |
| InterMedia       | (положительно)  |
| Play             | [ 18 ]          |
| Коммерсантъ      | (положительно)  |
| Аргументы недели | (положительно)  |

Альбом получил положительные отзывы критиков. Алексей Мажаев из агентства InterMedia высказал мнение, что в отличие «подавляющего большинства выходящих поп-рок-альбомов, на „Магните“ Юли Савичевой нет разительного контраста между треками раскрученными и пока незнакомыми». По мнению Алексея, явный хитовый потенциал наблюдается у композиции «Лёгкие». Также он отметил «нежные» песни «Мало», «Я хочу в твои глаза» и «Седьмое небо», в которой «Савичева вновь демонстрирует удивительный для столь юной особы талант драматической певицы». Не обошёл вниманием Алексей и композицию «Виноград», назвав её самой странной песней на пластинке, в которой певица смотрится «ничуть не менее убедительно». В заключение рецензент прокомментировал, что «продюсеру Фадееву будет из чего выбирать, когда придет время отдавать в ротацию новый хит», и что «поклонников хорошего мейнстрима можно поздравить с появлением ещё одного очень достойного альбома». В рецензии для журнала Play, Алексей Мажаев также положительно оценил альбом, поставив ему 4 балла из 5 возможных. Он отметил, что «на „Магните“ практически нет проходных песен, и будет ошибкой приобретать его только ради „Привета“ и „Если в сердце живёт любовь“». Журналист охарактеризовал музыку Савичевой как «качественный молодёжный мейнстрим, почерпнувший что-то у Чичериной, Аврил Лавинь, электронной музыки, советской эстрадно-вокальной школы и.т.д.».
Борис Барабанов из газеты «Коммерсантъ» посчитал, что «если на двух предыдущих альбомах авторы и наставники лихорадочно искали подходящую певице музыкальную форму, делая из неё русскую Аврил Лавинь или предлагая ей более „взрослые“ варианты, то в альбоме „Магнит“ было найдено оптимальное соответствие подростковой фактуры певицы музыкальному ряду». Борис отметил, что Анастасия Максимова «безошибочно определила, как дать вырваться на волю страсти Юли Савичевой к року вроде Limp Bizkit и в то же время проявить все её вокальные таланты». В газете «Аргументы недели» прокомментировали, что «звонкий голос, „подпевательные“ мелодии и современные аранжировки — вот и все ингредиенты симпатичного блюда под названием „новый альбом Юлии Савичевой“». Также в издании отметили, что «проходных треков на альбоме практически нет - ниже определенной планки качества вокалистка и её авторы не опускаются», и что «даже те песни, которые не удостоились здесь особого упоминания, не затерялись бы на любом поп-сборнике».

## Список композиций
| №   | Название                                       | Текст песни                      | Музыка                      | Аранжировка / Ремикс      | Длительность |
| --- | ---------------------------------------------- | -------------------------------- | --------------------------- | ------------------------- | ------------ |
| 1.  | «Привет»                                       | Анастасия Максимова              | А. Максимова                | Даниил Бабичев            | 3:35         |
| 2.  | «Отпусти»                                      | А. Максимова                     | А. Максимова                | Д. Бабичев                | 3:45         |
| 3.  | «Если в сердце живёт любовь»                   | А. Максимова                     | А. Максимова                | Антон Шварц               | 3:09         |
| 4.  | «Здравствуй, это я»                            | Артур Папазян, Александр Сахаров | Алексей Романоф, А. Папазян | Азбука продакшн           | 3:20         |
| 5.  | «Лёгкие»                                       | А. Максимова                     | А. Максимова                | Navigator (Вадим Угрюмов) | 4:03         |
| 6.  | «Мало»                                         | А. Максимова                     | А. Максимова                | Д. Бабичев                | 3:57         |
| 7.  | «Виноград»                                     | А. Максимова, Марсель Гонсалес   | А. Максимова, М. Гонсалес   | Д. Бабичев                | 3:42         |
| 8.  | «Как твои дела?»                               | А. Максимова, М. Гонсалес        | А. Максимова                | Михаил Пятышев            | 3:24         |
| 9.  | «Я хочу в твои глаза»                          | А. Максимова                     | А. Максимова                | Д. Бабичев                | 4:15         |
| 10. | «Седьмое небо»                                 | Александр Аршинов                | А. Аршинов                  | А. Аршинов                | 3:48         |
| 11. | «Если в сердце живёт любовь (NeoMaster Remix)» | А. Максимова                     | А. Максимова                | «NeoMaster»               | 2:59         |
| 12. | «Лёгкие (Navigator Remix)»                     | А. Максимова                     | А. Максимова                | Navigator                 | 4:17         |
| 13. | «Седьмое небо (Andrei Harchenko Remake)»       | А. Аршинов                       | А. Аршинов, Андрей Харченко | А. Харченко               | 3:52         |

## Видеоклипы
- «Если в сердце живёт любовь» (2005)
- «Привет» (2006)
- «Мало» (2007)

## Участники записи
- Юлия Савичева — вокал
- Анастасия Максимова — музыкальное продюсирование
- Юлия Гасилова — сопродюсер
- Виталий Соколов — фото
- Ирина Секачёва — дизайн
- Продюсерский центр Максима Фадеева — продюсирование

## Награды и номинации
| Год  | Премия                  | Номинируемая работа          | Категория                       | Итог      |
| ---- | ----------------------- | ---------------------------- | ------------------------------- | --------- |
| 2005 | Золотой граммофон       | «Если в сердце живёт любовь» | Статуэтка «Золотого граммофона» | Победа    |
| 2005 | Новые песни о главном   | «Если в сердце живёт любовь» | Диплом фестиваля                | Победа    |
| 2006 | Золотой граммофон       | «Как твои дела?»             | Статуэтка «Золотого граммофона» | Победа    |
| 2006 | Золотой граммофон       | «Привет»                     | Статуэтка «Золотого граммофона» | Номинация |
| 2006 | MTV Russia Music Awards | «Если в сердце живёт любовь» | Лучший рингтон                  | Номинация |
| 2006 | MTV Russia Music Awards | «Привет»                     | Лучший видеоклип                | Номинация |
| 2007 | Новые песни о главном   | «Отпусти»                    | Диплом фестиваля                | Номинация |
| 2007 | Премия Попова           | «Если в сердце живёт любовь» | Радиохит — исполнительница      | Победа    |
| 2007 | РекордЪ                 | «Если в сердце живёт любовь» | Рингтон года                    | Номинация |
| 2007 | РекордЪ                 | «Магнит»                     | Альбом артистки                 | Номинация |